# 1. FC 로코모티프 라이프치히
1. FC 로코모티프 라이프치히(1. FC Lokomotive Leipzig)는 1893년에 창단된 독일 작센주의 라이프치히를 연고로 하는 축구 클럽이다. 현재 레기오날리가 북부에 속해 있다.

## 소속 선수

### 현역
참고: FIFA 자격 규정에 따라 소속된 국가대표팀 국기를 표시합니다. 선수는 복수의 FIFA 비회원국 국적을 가지고 있을 수 있습니다.
| 번호 | 포지션 | 국적 | 이름          |
| ---- | ------ | ---- | ------------- |
| 11   | MF     | 베냉 | 라이언 아디고 |

| 번호 | 포지션 | 국적 | 이름      |
| ---- | ------ | ---- | --------- |
| 25   | DF     |      | 아부 발로 |
| 29   | FW     |      | 강민기    |

## 역대 감독
| 감독            | 임기        |
| --------------- | ----------- |
| 지크프리트 헬트 | 1996 ~ 1998 |
| 마르코 로제     | 2012 ~ 2013 |